# Mezőszilas
Mezőszilas község Fejér vármegyében, a Sárbogárdi járásban. 1942 előtt Szilasbalhásnak hívták.

## Fekvése
Fejér vármegye déli részén található a 64-es főút mentén, az észak-déli irányban húzódó Bozót patak völgyében; Sárbogárddal a 6306-os út kapcsolja össze.

## Története
A településen és környékén a legrégibb idők óta élnek emberek. Alsóbogárd-pusztán őskori földvár nyomaira bukkantak. Az időszámítás előtt e tájat a kelta eraviscus nép lakta. Kelta sírok kerültek elő a Józan-hegy lábánál. Később a rómaiak uralma alá tartozott a területet. Ebben az időben Fortiana néven kisebb római telep/őrállomás volt e helyen. Az őrállomás mellett két római kori villát is találtak a régészek.
A római birodalom bukása után hunok, majd Kr. u. 600 körül az avarok éltek a területen, de gepidák, gótok és longobárdok nyomait is feltárták.
A falu házai között például Honfoglalás kori és 11. századból származó sírok is a felszínre kerültek.
Az egykori források szerint a mai település Szilas és Balhás helységek összeépülésével jött létre. A két település különélése a 14. századtól a 18. század elejéig követhető nyomon.

## Szilas
Szilas nevét 1436-ban említették először az oklevelekben Zylas alakban. 1536-tól rövid ideig Zylas egy Szilasi Boldizsár nevű személy birtoka lett. Később 1564-ben Mezezylas, 1570-ben Mezeozylas, 1588-ban Mező Szijlas, 1590-ben Mezewsylas, 1617-ben Mező Zylas, 1688-ban Sillas, 1701-ben pedig Szylass néven szerepelt a különböző forrásokban.
Az 1540-es évektől a falu a török hódoltság területe. Szilas ekkor a simontornyai szandzsákhoz tartozott. Szilas a 16. század végén a tizenöt éves háború következtében elnéptelenedett. 1775-ben Szilas mint puszta volt említve, melyet Nicky Kristóf birtokolt.

## Balhás
Balhást a Bozót-patak nyugati partján fekvő helyként említették az iratok, mint lakott helyet. Nevét egy 1346-ban kelt oklevél említette először, ekkor Lackfi István erdélyi vajda kapta zálogba Balphas falut, majd 1397-ben Zsigmond király oklevelében szerepelt, mely szerint Bolhach falut a Kanizsaiaknak adományozta.
Az 1540-es évektől Balhás is a török hódoltság területéhez és a simontornyai szandzsákhoz tartozott, majd a tizenöt éves háború idején a falu Szilassal egyidőben elnéptelenedett. 1636-ban Bolhást Szili György, Kenessey István és fiai kapták királyi adományként. 1697-ben Lipót király Bolhást a Losonczi és a Kenessey családoknak adományozta. Újjáépítését 1713-ban kezdték meg, Bél Mátyás az 1730-as évek első felében készült Veszprém vármegyei leírásában Szilas másképpen Bolhás néven említi. A települést 2 mérföldes körben puszták vették körbe. Magának a falunak 3 birtokosa volt, a Kenesseyek, a Losoncziak és a Roboszok, közülük a legnagyobb birtokkal Kenessey István Archiválva 2020. június 18-i dátummal a Wayback Machine-ben (1677/78-1750) rendelkezett, akinek a faluban elég alkalmas és tisztes tartózkodásra való háza volt. A közbirtokosok az 1740-ben újratelepített falut három részre osztották. Ez a felosztás lehet az alapja az 1773-tól használt Alsó-, Közép- és Felső-Bolhás névnek. A három Bolhást csupán csak egy kis köz választotta el egymástól. A II. József kori katonai leírás (1782-85) szerint a három Szilason néhány magánházon kívül egy kőfallal bekerített templom állt, és a falu útjait épnek és jól járhatónak tünteti fel. 1828-ban már ismét egy néven, Bolhás alakban jegyzik ezt a települést.

## A település nevének alakulása a 18–19. században
Az 1715. évi országos összeírásban már együtt szerepelnek („Bohas aliter Szilas”), az 1720. évi megismételt összeírásban viszont csak a „Balhas” nevet rögzítették. 1718-ban „Szilas aliter Bolhas” névvel említik, majd 1828-ban Bolhas falut és Szilas praediumot (puszta) különböztetik meg. 1851-ben Balhás Szilas, 1863-ban Szilas-Balhás, 1898-ban Szilasbalhás névalakkal szerepel a forrásokban, egészen 1942-ig.

## Szilas és Balhás a török idők után
A török időkben elnéptelenedett Szilas és Balhás településeken együttesen az 1784-1785-ös népszámlálás adatai szerint 236 ház állt, a népesség száma ekkor 1739 fő volt, mely 386 családot jelentett.
Az újratelepített falu lakosságának többsége református volt, de már ezt megelőzően 1640-ben Balhásnak Herczegszőllősi János személyében lelkésze, 1745-ben pedig már tanítója is volt: Győri János iskolamester. Balháson 1749–1797 között kőtemplom és 1799-ben új iskola is épült, majd 1812-ben elkezdték az első községháza építését is. 1836-ban 2906 volt a település lakóinak száma.
A földművelés mellett az állattenyésztés – különösen a juhászat – volt számottevő a falu életében. Az 1828-as összeírás szerint a lakosság 9,3 %-a iparral és kereskedelemmel foglalkozott. 1817-ben Balháson 18 takácsot, 6 csizmadiát, 3 szűrszabót, 2 asztalost, 1 szűcsöt, 3 német vargát és 4 kovácsot jegyeztek fel. Ezen kívül több helybeli családnak jövedelem-kiegészítést jelentett a fuvarozás is. Az 1824-ben Balháson lakó, vagy a település határában birtokkal rendelkező 121 nemesből 77 volt földbirtokos.
Az 1831-es kolerajárvány a faluban 140 áldozatot követelt. A járvány halottainak emlékére 1838-ban kőkeresztet állítottak a Kereszt-kertben.
1848. október 6-án tüzérségével az Ozora felé igyekvő Görgey is itt töltött el egy éjszakát a faluban. A győztes csata után a foglyok egy részét Szilasra kísérték. Községünkben szállásoltak el nemzetőröket is, az épületben kolera ütött ki.
1857-ben Szilasbalhás területe 17.246 kh. volt. A község lakossága az 1850-es évek elején 2681 fő. Közülük 1713 református, 754 katolikus és 214 zsidó vallású. 1871-ben a település nagyközség címet nyert, megalakult a képviselő-testület. 1875-ben gyógyszertár létesült a községben.
A millennium évében adták át a Budapest-Dombóvár közötti távíróvonalat, melynek egyik állomása Szilas volt. 1897-ben kezdték meg a Simontornya-Szabadbattyán közötti vasútvonal építését, amely eredetileg Szilast is érintette volna, azonban ezt a község vezetősége nem támogatta, a vasút így Szilast elkerülte.
1898-ban a képviselőtestület a falu nevét Szilasbalhásról Szilasfalvára szerette volna változtatni. A kérést azonban Veszprém vármegye Törvényhatósági Bizottsága elutasította. 1899-ben a község vásártartási jogot kapott.
Az 1800-as évek végén a faluban több társaskör, egyesület létesült. Ekkor alakult a Református, majd a Katolikus Dalárda, a Polgári Olvasókör, az Iparos Kör, az Iparos Temetkezési Egyesület, valamint a pénzgazdálkodást szolgáló, eredményesen működő Takarék Egylet. Ebben az időben épült a szilasi gőzmalom is, amelyet 1933-ban villamosítottak.
Az 1900-as évek első évtizedében a fellendülés tovább folytatódott:
A Huszár és Kenessey család birtokait a Huszár-kúria épületével együtt 1893-ban a Szécsi (Schoenberg) testvérek Kálmán és Illés vásárolták meg. Az agrárgazdász végzettségű, később kerámiagyárosként befutó Szécsi Illés itt letelepedve kezdte el kiépíteni a későbbi Droppa kastélyt. 1902 júniusában összesen 2000 holdat kitevő birtokaik nagy részét felparcellázták és kiárusították a falusi parasztság körében. A Huszár-kúriát és az új kastélyt a birtok maradékával 1903-ban eladták Szabó Karolina (1858-1929) színésznőnek, aki Blaskovich Ernő szeretője volt. A Szécsi-féle épületre ezután emeletet és két tornyot is húztak. Az építés költségeit az 54-szeres nyertes, verhetetlen versenyló, Kincsem versenyló gazdája, Blaskovich Ernő tápiószentmártoni földbirtokos viselte. Blaskovich halála után 1911-ben Szabó Karolina Droppa Károly (1863-1929) kiugrott tápiószentmártoni plébánoshoz ment feleségül és 1929-ben bekövetkezett halálukig éltek a kastélyban. Szabó Karolina a birtokot a két kastéllyal együtt Droppa két unokaöccsére Droppa Kálmánra és Bélára hagyta.
A Sárga (Kenessey-Strommel) kastélyt is ebben az időszakban újították fel.
1912-ben 12 előfizetővel telefonhálózat létesült, egy évvel később megalakult a Szilasbalhási Hitelszövetkezet. Ennek a nyugodt, békés állapotnak vetett véget az  Első világháború. A község hősi halottainak száma 163 fő volt.
Szilas 1921-ben Veszprém vármegye negyedik legnagyobb lélekszámú nagyközsége volt 4568 főnyi lakossal.
1925-ben leplezték le az Első világháborús emlékművet. Az artézi kutat 1927-ben kezdték el fúrni, majd 1932-ben adták át. A község elöljárósága által szorgalmazott villanyvilágítási terv is 1932-ben valósult meg.
1935-ben a helyi lakosság adakozása és országos gyűjtés eredményeképpen katolikus templom építésbe fogtak, mely 1937-ben készült el. 1935-ben a MAVART rendszeres autóbuszjáratot indított. 1937-ben felépült a katolikus és 1942-ben a református iskola és ez időszakban alapították az óvodát is.
A község vezetősége ismét kérte a falu nevének megváltoztatását a következő névjavaslatok szerint: Mezőszilas, Nemesszilas, Nagyszilas és Szilasfalu. 1942-ben megszületett a döntés a névváltoztatásról, és a község a középkorban már használatos Mezőszilas nevet kapta.
A Második világháború idején 1944. december 5-től 1945. március 20-ig folytak harcok a község területén, a lakosság azonban a több mint 3 és fél hónapos harcok alatt sem hagyta el lakóhelyét.
1945 végén a község lakóinak száma a közeli pusztákkal együtt 4300 fő, a lakóépületek száma 640 volt, területe ekkor 16.976 kataszteri hold. A földreform során 600 család jutott földterülethez.
A település az 1950-es megyerendezés előtt Veszprém vármegyéhez tartozott.
1950-ben a képviselő-testület szerepét a községi tanács vette át. A községet Fejér megyéhez csatolták. Ebben az időszakban kezdődött meg a puszták elcsatolása is Szilastól, és ez a folyamat 1979-ig tartott, ezért népessége, területe lényegesen csökkent. 1980-ban a népesség száma 2362 fő lett.

## Közélete

### Polgármesterei
- 1990–1994: Kiss Géza (független)[9]
- 1994–1998: Kiss Géza (független)[10]
- 1998–2002: Kiss Géza (független)[11]
- 2002–2006: Kiss Géza (független)[12]
- 2006–2010: Magyar József (MSZP)[13]
- 2010–2014: Magyar József (MSZP)[14]
- 2014–2019: Magyar József (független)[15]
- 2019–2024: Steidl János (független)[16]
- 2024– : Steidl János (független)[1]

## Népesség
A település népességének változása:
| Lakosok száma | 2140 | 2109 | 2101 | 1980 | 2003 | 1989 | 2010 |
|               | 2013 | 2014 | 2015 | 2021 | 2022 | 2023 | 2024 |

A 2011-es népszámlálás során a lakosok 92,1%-a magyarnak, 2,4% cigánynak, 0,2% németnek mondta magát (7,8% nem nyilatkozott; a kettős identitások miatt a végösszeg nagyobb lehet 100%-nál). A vallási megoszlás a következő volt: római katolikus 36,5%, református 30,6%, evangélikus 0,6%, görögkatolikus 0,2%, felekezeten kívüli 15,7% (16,1% nem nyilatkozott).
2022-ben a lakosság 92,9%-a vallotta magát magyarnak, 2,3% cigánynak, 0,1% németnek, 1,4% egyéb, nem hazai nemzetiségűnek (6,6% nem nyilatkozott; a kettős identitások miatt a végösszeg nagyobb lehet 100%-nál). Vallásuk szerint 24,7% volt római katolikus, 23,4% református, 0,3% evangélikus, 0,3% izraelita, 0,2% görög katolikus, 0,6% egyéb keresztény, 1,1% egyéb katolikus, 19,2% felekezeten kívüli (30,1% nem válaszolt).

## Látnivalók
- Németh László Községi Könyvtár és Emlékszoba
- Zsembery-kúria
- Kenessey-kúria
- Droppa-kastély és kertje, amelynek 1911-től Droppa Károly és Szabó Karolina volt a tulajdonosa, jelenleg használaton kívül van a látogatás szünetel.

### Híres mezőszilasiak
- Bácsi József (1926–2015) 1956-os forradalmár
- Földváry Ákos (1823–1883) állami főreáliskolai tanár
- Kovács Károly (1902–1990) színművész
- Lorsy Ernő (1889-1961) újságíró
- Szilasi Móric (Sonnenfeld Móric) (1854–1905) klasszika-filológus, nyelvész, finnugrista, egyetemi tanár, a Magyar Tudományos Akadémia levelező tagja (1902).
- Valószínűleg itt született Losontzi István pedagógus, tankönyvíró.

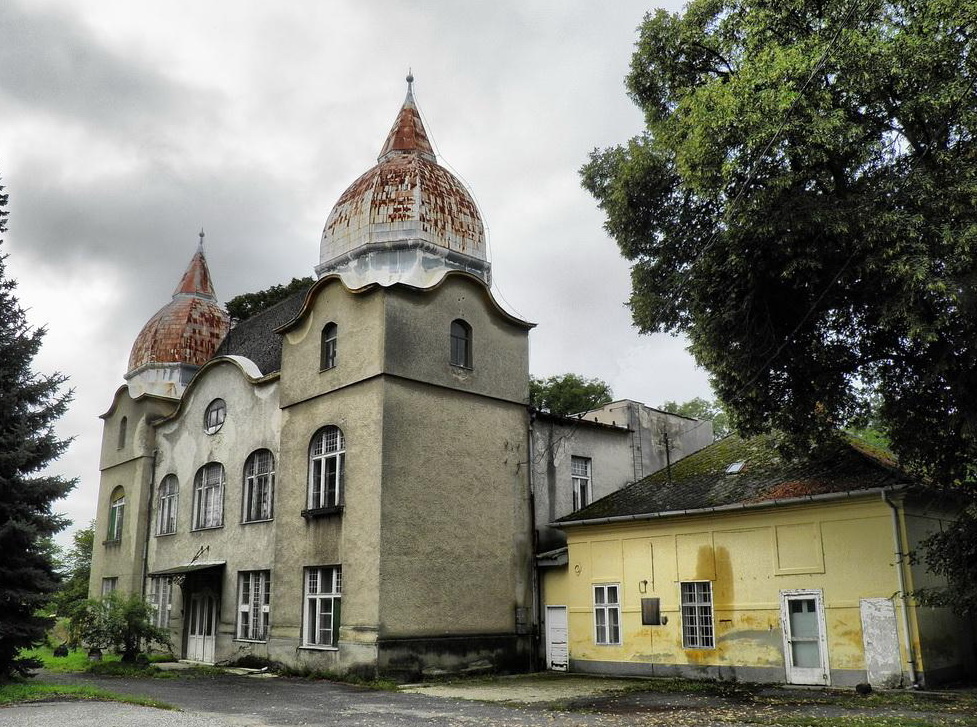
Droppa-kastély
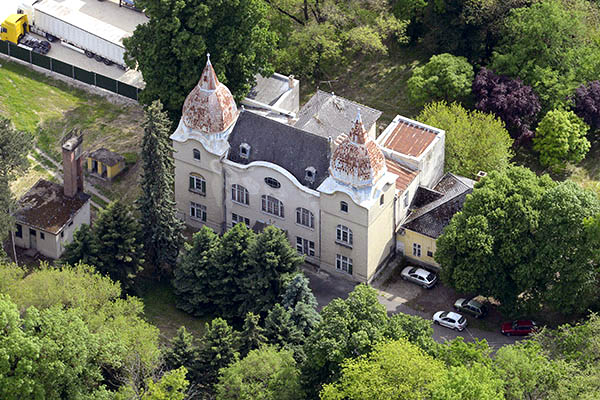
Légi fotó a kastélyról